# Gyulai István Memorial 2021
Das 11. Gyulai István Memorial war eine Leichtathletik-Veranstaltung, die am 5. und 6. Juli im Bregyó Athletic Center in Székesfehérvár stattfand. Die Veranstaltung war Teil der World Athletics Continental Tour und zählte zu den Gold-Meetings, der höchsten Kategorie dieser Leichtathletik-Serie.

## Resultate

### Männer

#### 100 m
| Platz | Athlet          | Land | Zeit (s)    |
| ----- | --------------- | ---- | ----------- |
| 1     | Akani Simbine   | RSA  | 09,84 MR AR |
| 2     | Mike Rodgers    | USA  | 10,00 SB    |
| 3     | Marvin Bracy    | USA  | 10,02       |
| 4     | Isiah Young     | USA  | 10,04       |
| 5     | Adam Gemili     | GBR  | 10,14       |
| 6     | Justin Gatlin   | USA  | 10,21       |
| 7     | Emmanuel Matadi | LBR  | 10,22       |
|       | Alonso Edward   | PAN  | DNS         |

Wind: +1,2 m/s

#### 200 m
| Platz | Athlet           | Land | Zeit (s) |
| ----- | ---------------- | ---- | -------- |
| 1     | Andre De Grasse  | CAN  | 19,97    |
| 2     | Kenneth Bednarek | USA  | 19,99    |
| 3     | Erriyon Knighton | USA  | 20,03    |
| 4     | Jereem Richards  | TTO  | 20,13 SB |
| 5     | Aaron Brown      | CAN  | 20,14 SB |
| 6     | Isiah Young      | USA  | 20,35    |
| 7     | Josephus Lyles   | USA  | 20,52    |
| 8     | Jerome Blake     | CAN  | 20,65    |

Wind: +1,2 m/s

#### 400 m
| Platz | Athlet           | Land | Zeit (s) |
| ----- | ---------------- | ---- | -------- |
| 1     | Steven Gardiner  | BAH  | 44,47 SB |
| 2     | Bryce Deadmon    | USA  | 44,58    |
| 3     | Michael Norman   | USA  | 44,65    |
| 4     | Michael Cherry   | USA  | 44,69    |
| 5     | Jochem Dobber    | NED  | 45,27    |
| 6     | Lythe Pillay     | RSA  | 45,90    |
| 7     | Rusheen McDonald | JAM  | 46,79    |

#### 800 m
| Platz | Athlet                    | Land | Zeit (min) |
| ----- | ------------------------- | ---- | ---------- |
| 1     | Elliot Giles              | USA  | 1:44,89    |
| 2     | Jamie Webb                | GBR  | 1:45,12    |
| 3     | Clayton Murphy            | USA  | 1:45,20    |
| 4     | Brandon McBride           | CAN  | 1:45,51    |
| 5     | Ferguson Cheruiyot Rotich | KEN  | 1:45,58    |
| 6     | Cornelius Tuwei           | KEN  | 1:45,73    |
| 7     | John FitzSimons           | IRL  | 1:46,60    |
| 8     | Balázs Vindics            | HUN  | 1:46,64 SB |
|       | Erik Sowinski (Pacemaker) | USA  | DNF        |

#### 3000 m
| Platz      | Athlet                              | Land | Zeit (min)    |
| ---------- | ----------------------------------- | ---- | ------------- |
| 1          | Muktar Edris                        | ETH  | 7:30,96 MR PB |
| 2          | Tadese Worku                        | ETH  | 7:34,75 PB    |
| 3          | Addisu Yihune                       | ETH  | 7:39,27       |
| 4          | Dinkalem Ayele                      | ETH  | 7:39,90       |
| 5          | Yasin Haji                          | ETH  | 7:40,02 PB    |
| 6          | Richard Yator                       | KEN  | 7:44,19 PB    |
| 7          | Telahun Haile Bekele                | ETH  | 7:53,60       |
| 8          | Joshua Belet                        | KEN  | 8:04,57       |
|            | Josphat Kipkemboi Kemei (Pacemaker) | KEN  | DNF           |
| Gergő Kiss | HUN                                 | DNF  |               |

#### 110 m Hürden
| Platz | Athlet            | Land | Zeit (s) |
| ----- | ----------------- | ---- | -------- |
| 1     | Grant Holloway    | USA  | 13,08    |
| 2     | Orlando Ortega    | ESP  | 13,15 SB |
| 3     | Sergei Schubenkow | ANA  | 13,19 SB |
| 4     | Ronald Levy       | JAM  | 13,25    |
| 5     | Valdó Szűcs       | HUN  | 13,47    |
| 6     | Dimitri Bascou    | FRA  | 13,97    |
| 7     | Shane Brathwaite  | BAR  | 14,10    |
|       | Rasheed Broadbell | JAM  | DNS      |

Wind: −0,1 m/s

#### 400 m Hürden
| Platz | Athlet              | Land | Zeit (s) |
| ----- | ------------------- | ---- | -------- |
| 1     | Yasmani Copello     | TUR  | 48,35 MR |
| 2     | Amere Lattin        | USA  | 49,06    |
| 3     | Constantin Preis    | GER  | 49,19    |
| 4     | Aldrich Bailey      | USA  | 49,64    |
| 5     | Kemar Mowatt        | JAM  | 49,69    |
| 6     | Máté Koroknai       | HUN  | 50,11    |
| 7     | Quincy Downing      | USA  | 50,18    |
| 8     | Abdelmalik Lahoulou | ALG  | 50,25    |

#### Hochsprung
| Platz | Athlet            | Land | Höhe (m)    |
| ----- | ----------------- | ---- | ----------- |
| 1     | Maksim Nedassekau | BLR  | 2,37 =WL NR |
| 2     | Ilja Iwanjuk      | ANA  | 2,33        |
| 3     | Michail Akimenko  | ANA  | 2,33 =SB    |
| 4     | Gianmarco Tamberi | ITA  | 2,30        |
| 4     | Andrij Prozenko   | UKR  | 2,30 =SB    |
| 6     | Brandon Starc     | AUS  | 2,27        |
| 7     | Donald Thomas     | BAH  | 2,27        |
| 8     | Luis Zayas        | MEX  | 2,24        |
| 9     | Péter Bakosi      | HUN  | 2,24 SB     |
| 10    | Tichomir Iwanow   | BGR  | 2,20        |
| 11    | Dániel Jankovics  | HUN  | 2,15        |
| 12    | Mathew Saw        | KEN  | 2,15        |
| 13    | Péter Agárdi      | HUN  | 2,15        |

#### Dreisprung
| Platz | Athlet                 | Land | Weite (m)   |
| ----- | ---------------------- | ---- | ----------- |
| 1     | Pedro Pablo Pichardo   | POR  | 17,92 WL MR |
| 2     | Hugues Fabrice Zango   | BFA  | 17,82 AR    |
| 3     | Yasser Triki           | ALG  | 17,33 NR    |
| 4     | Donald Scott           | USA  | 16,74       |
| 5     | Cristian Nápoles       | CUB  | 16,63       |
| 6     | Necati Er              | TUR  | 16,62       |
| 7     | Max Heß                | GER  | 16,58       |
| 8     | Benjamin Compaoré      | FRA  | 16,43       |
| 9     | Nikolaos Andrikopoulos | GRC  | 16,13       |
|       | Nelson Évora           | POR  | NM          |

#### Kugelstoßen
| Platz | Athlet                | Land | Weite (m)   |
| ----- | --------------------- | ---- | ----------- |
| 1     | Tomas Walsh           | AUS  | 22,22 MR SB |
| 2     | Filip Mihaljević      | CRO  | 21,77       |
| 3     | Josh Awotunde         | USA  | 21,70       |
| 4     | Chukwuebuka Enekwechi | NGR  | 21,43       |
| 5     | Armin Sinančević      | SRB  | 21,22       |
| 6     | Mesud Pezer           | BIH  | 20,97       |
| 7     | Kyle Blignaut         | RSA  | 20,94       |
| 8     | Tomáš Staněk          | CZE  | 20,55       |

#### Diskuswurf
| Platz | Athlet            | Land | Weite (m) |
| ----- | ----------------- | ---- | --------- |
| 1     | Daniel Ståhl      | SWE  | 67,71     |
| 2     | Andrius Gudžius   | LTU  | 66,77     |
| 3     | Fedrick Dacres    | JAM  | 65,08     |
| 4     | Lawrence Okoye    | GBR  | 64,17     |
| 5     | Daniel Jasinski   | GER  | 63,20     |
| 6     | Simon Pettersson  | SWE  | 63,03     |
| 7     | Christoph Harting | GER  | 63,02     |
| 8     | János Huszak      | HUN  | 61,35     |
| 9     | Alin Firfirică    | ROU  | 60,55     |
| 10    | Róbert Szikszai   | HUN  | 60,53     |
| 11    | Piotr Małachowski | POL  | 59,80     |

#### Hammerwurf
| Platz | Athlet           | Land | Weite (m) |
| ----- | ---------------- | ---- | --------- |
| 1     | Mychajlo Kochan  | UKR  | 80,78 PB  |
| 2     | Wojciech Nowicki | POL  | 80,58     |
| 3     | Paweł Fajdek     | POL  | 78,78     |
| 4     | Bence Halász     | HUN  | 78,12 SB  |
| 5     | Dániel Rába      | HUN  | 74,99     |
| 6     | Eivind Henriksen | NOR  | 74,69     |
| 7     | Waleri Pronkin   | ANA  | 74,59     |
| 8     | Taylor Campbell  | GBR  | 73,24     |
| 9     | Bence Pásztor    | HUN  | 70,86     |
|       | Marcel Lomnický  | SVK  | NM        |

### Frauen

#### 100 m
| Platz | Athlet                  | Land | Zeit (s)    |
| ----- | ----------------------- | ---- | ----------- |
| 1     | Elaine Thompson-Herah   | JAM  | 10,71 MR SB |
| 2     | Shelly-Ann Fraser-Pryce | JAM  | 10,82       |
| 3     | Marie-Josée Ta Lou      | CIV  | 10,86 SB    |
| 4     | Blessing Okagbare       | NGR  | 10,89 SB    |
| 5     | Michelle-Lee Ahye       | TTO  | 11,09       |
| 6     | Ajla Del Ponte          | SUI  | 11,22       |
| 7     | Natasha Morrison        | JAM  | 11,24       |
|       | Kayla White             | USA  | DNS         |

Wind: +0,6 m/s

#### 200 m
| Platz | Athlet              | Land | Zeit (s) |
| ----- | ------------------- | ---- | -------- |
| 1     | Shericka Jackson    | JAM  | 21,96 MR |
| 2     | Shaunae Miller-Uibo | BAH  | 22,15    |
| 3     | Dafne Schippers     | NED  | 22,70 SB |
| 4     | Mujinga Kambundji   | SUI  | 22,74    |
| 5     | Morolake Akinosun   | USA  | 22,80    |
| 6     | Dezerea Bryant      | USA  | 22,85    |
| 7     | Desirèe Henry       | GBR  | 23,17 SB |
| 8     | Jusztina Csóti      | HUN  | 23,92    |

Wind: −0,3 m/s

#### 400 m
| Platz | Athlet                  | Land | Zeit (s) |
| ----- | ----------------------- | ---- | -------- |
| 1     | Stephenie Ann McPherson | JAM  | 49,99    |
| 2     | Wadeline Jonathas       | USA  | 50,70    |
| 3     | Lieke Klaver            | NED  | 51,23    |
| 4     | Kaylin Whitney          | USA  | 51,29    |
| 5     | Natalia Kaczmarek       | POL  | 51,48    |
| 6     | Nicole Yeargin          | GBR  | 51,95    |
| 7     | Laviai Nielsen          | GBR  | 52,82    |
| 8     | Evelin Nádházy          | HUN  | 53,09    |

#### 100 m Hürden
| Platz | Athlet                | Land | Zeit (s) |
| ----- | --------------------- | ---- | -------- |
| 1     | Jasmine Camacho-Quinn | PUR  | 12,34    |
| 2     | Elwira Herman         | BLR  | 12,67    |
| 3     | Gabriele Cunningham   | USA  | 12,75    |
| 4     | Sharika Nelvis        | USA  | 12,80 SB |
| 4     | Britany Anderson      | JAM  | 12,80    |
| 6     | Nadine Visser         | NED  | 12,85    |
| 7     | Luca Kozák            | HUN  | 12,85    |
| 8     | Luminosa Bogliolo     | ITA  | 13,72    |

Wind: +0,2 m/s

#### 400 m Hürden
| Platz | Athlet              | Land | Zeit (s)    |
| ----- | ------------------- | ---- | ----------- |
| 1     | Femke Bol           | NED  | 52,81 MR NR |
| 2     | Shamier Little      | USA  | 52,82       |
| 3     | Janieve Russell     | JAM  | 53,68 SB    |
| 4     | Wiktorija Tkatschuk | UKR  | 54,02 PB    |
| 5     | Cara Nnenya Hailey  | USA  | 54,42       |
| 6     | Léa Sprunger        | SUI  | 56,24       |
| 7     | Sage Watson         | CAN  | 56,32       |
| 8     | Ashley Spencer      | USA  | 56,91       |

#### Weitsprung
| Platz | Athletin                      | Land | Höhe (m) |
| ----- | ----------------------------- | ---- | -------- |
| 1     | Maryna Bech-Romantschuk       | UKR  | 6,79 =SB |
| 2     | Abigail Irozuru               | GBR  | 6,64     |
| 3     | Nastassja Mirontschyk-Iwanowa | BLR  | 6,60     |
| 4     | Anasztázia Nguyen             | HUN  | 6,53     |
| 5     | Diána Lesti                   | HUN  | 6,50     |
| 6     | Taliyah Brooks                | USA  | 6,47     |
| 7     | Jelena Sokolowa               | ANA  | 6,46     |
| 8     | Polina Lukjanenkowa           | ANA  | 6,39     |
| 9     | Sha'Keela Saunders            | USA  | 6,29     |
| 10    | Luca Ekler                    | HUN  | 5,64     |

#### Hammerwurf
| Platz | Athletin            | Land | Weite (m) |
| ----- | ------------------- | ---- | --------- |
| 1     | Anita Włodarczyk    | POL  | 74,76     |
| 2     | Alexandra Tavernier | FRA  | 74,69     |
| 3     | Malwina Kopron      | POL  | 74,02     |
| 4     | Lauren Bruce        | USA  | 70,89     |
| 5     | Réka Gyurátz        | HUN  | 69,80     |
| 6     | Hanna Malyschtschyk | BLR  | 69,68     |
| 7     | Janee' Kassanavoid  | USA  | 69,59     |
| 8     | Joanna Fiodorow     | POL  | 67,83     |
| 9     | Anamari Kožul       | CRO  | 63,16     |
|       | Iryna Klymez        | UKR  | NM        |

#### Speerwurf
| Platz | Athletin               | Land | Weite (m)   |
| ----- | ---------------------- | ---- | ----------- |
| 1     | Liveta Jasiūnaitė      | LTU  | 62,73 MR SB |
| 2     | Nikola Ogrodníková     | CZE  | 62,56       |
| 3     | Elizabeth Gleadle      | CAN  | 61,90       |
| 4     | Réka Szilágyi          | HUN  | 57,55       |
| 5     | Tazzjana Chaladowitsch | BLR  | 56,68       |
| 6     | Fanni Kövér            | HUN  | 56,17       |
| 7     | Elina Tzengko          | GRC  | 56,02       |
| 8     | Angéla Moravcsik       | HUN  | 55,32       |
| 9     | Annabella Bogdán       | HUN  | 45,87       |